# Michele Cortese (politico)
Michele Cortese (Siracusa, 31 luglio 1935) è un politico italiano.

## Biografia
Geometra e imprenditore, fu iscritto al PSI dal 1976. È stato componente del Comitato regionale del PSI e del Comitato esecutivo provinciale. Venne eletto deputato nel 1992, fece parte della Commissione ambiente, territorio e lavori pubblici; rimase a Montecitorio fino al 1994.